# Itaim (Guarulhos)
Itaim é um bairro da Região Leste da Grande São Paulo, administrado pelo município de Guarulhos.
Teve sua origem na antiga Vila de São Miguel, hoje Distrito de São Miguel Paulista.
Passou a pertencer ao Pimentas, quando este se separou de São Miguel, sendo posteriormente elevado á Distrito nos Anos 90.

## Topônimo
"Itaim" é um nome de origem tupi: significa "pedrinha", pela junção de itá (pedra) e im (diminutivo).

## Descrição
Esse distrito é limítrofe com o distrito de Jardim Helena, Pimentas e Itaquaquecetuba, apesar de ter se originado de São Miguel, é administrado pela prefeitura de Guarulhos. Porém, é notadamente um típico bairro do extremo da Zona Leste de São Paulo. Conta com vias importantes como a Avenida Brás da Rocha Cardoso, que corta o distrito e que é a principal ligação entre a Estação Itaim Paulista e a Rodovia Ayrton Senna da Silva. Além disso, o distrito é cortado pela Estrada do Capão Bonito, que liga a Estrada do Sacramento à Vila Any. Devido sua origem, a região é considerada por muito de seus moradores como parte integrante do distrito dos Pimentas. O bairro da Vila Any, um dos mais afastados da região, se notabiliza por ser um dos primeiros aglomerados urbanos da região do Pimentas, juntamente com os bairros do Jardim Paulista e Jardim Pimentas.
Atualmente, o distrito conta com uma unidade básica de saúde e sete escolas públicas.